# Leroy Walks!
Albums de Leroy Vinnegar
Leroy Walks Again!
Leroy Walks! est le premier album en tant que leader du contrebassiste américain Leroy Vinnegar, sorti en 1958 sur le label Contemporary Records.

## Personnel
- Leroy Vinnegar - contrebasse

- Gerald Wilson - trompette

- Teddy Edwards - saxophone ténor

- Victor Feldman - vibraphone

- Carl Perkins - piano

- Anthony Bazley - batterie

## Pistes et dates d'enregistrement[1]
| No | Titre                           | Auteur                               | Durée |
| -- | ------------------------------- | ------------------------------------ | ----- |
| 1. | Walk On                         | Leroy Vinnegar                       | 8:23  |
| 2. | Would You Like To Take A Walk   | Billy Rose, Harry Warren, Mort Dixon | 6:52  |
| 3. | On The Sunny Side Of The Street | Jimmy McHugh, Dorothy Fields         | 5: 37 |
| 4. | Walkin'                         | Richard Carpenter                    | 6:24  |
| 5. | Walkin' My Baby Back Home       | Fred E. Ahlert, Roy Turk             | 4:47  |
| 6. | I’ll Walk Alone                 | Jule Styne, Sammy Cahn               | 3:30  |
| 7. | Walking By The River            | Robert Sour, Una Mae Carlisle        | 5:33  |

Les pistes 1 et 4 ont été enregistrées le 15 juillet 1957, les pistes 3, 5 et 6 le 16 septembre, les autres le 23 septembre.
La pianiste Victor Feldman s’est occupé des arrangements des pistes 3, 5 et 7.